# 薩爾恰鄉 (普拉霍瓦縣)
45°11′N 26°18′E / 45.183°N 26.300°E
薩爾恰鄉（羅馬尼亞語：Salcia, Prahova），是羅馬尼亞的鄉份，位於該國中南部，由普拉霍瓦縣負責管轄，處於布加勒斯特以北90公里，每年平均降雨量1,037毫米，海拔高度306米，2007年人口1,198。